# Gregor Hradetzky
Gregor Hradetzky (Krems an der Donau 31 januari 1909- Bad Kleinkirchheim, 29 december 1984) was een Oostenrijks kanovaarder.
Hradetzky won tijdens de Olympische Zomerspelen 1936 in het Duitse Berlijn de gouden medaille op de K-1 1.000 meter en de K-1 vouwkajak 10 kilometer.
Hradetzky won tijdens de eerste wereldkampioenschappen kanovaren één bronzen medaille.

## Belangrijkste resultaten

### Olympische Zomerspelen
| Editie | Plaats  | Resultaten                       |
| ------ | ------- | -------------------------------- |
| 1936   | Berlijn | K-1 1.000m K-1 vouwkajak 10.000m |

### Wereldkampioenschappen vlakwater
| Jaar | Plaats  | Resultaten |
| ---- | ------- | ---------- |
| 1938 | Vaxholm | K-1 1000m  |

1936: Gregor Hradetzky ·
1948: Gert Fredriksson ·
1952: Gert Fredriksson ·
1956: Gert Fredriksson ·
1960: Erik Hansen ·
1964: Rolf Peterson ·
1968: Mihály Hesz ·
1972: Aleksandr Sjaparenko ·
1976: Rüdiger Helm ·
1980: Rüdiger Helm ·
1984: Alan Thompson ·
1988: Greg Barton ·
1992: Clint Robinson ·
1996: Knut Holmann ·
2000: Knut Holmann ·
2004: Eirik Verås Larsen ·
2008: Tim Brabants ·
2012: Eirik Verås Larsen ·
2016: Marcus Walz ·
2020: Bálint Kopasz ·
2024: Josef Dostál
- Gemeinsame Normdatei: 1047616262
- Virtual International Authority File: 307167020
- WorldCat: E39PBJgmKhdcKhqtwHFRHgyDbd